# NGC 511

NGC 511

NGC 511 في الفهرس العام الجديد، هي مجرة، تقع في كوكبة الحوت. اكتشفت في 26 أكتوبر 1876 بواسطة إدوارد ستيفان.

## روابط خارجية
- NGC 511 على موقع ويكي سكاي: DSS2, SDSS, GALEX, IRAS, Hydrogen α, X-Ray, Astrophoto, Sky Map, Articles and images